# Mikel Kazalis
Mikel Kazalis es un músico del País Vasco nacido en Zarauz (España). Comenzó su carrera en 1985 en el grupo de thrash metal Estigia, a los que abandonó en 1988 para formar Anestesia. Su militancia en esta banda la ha compaginado con otros proyectos musicales, el más importante de los cuales fue su andadura en Negu Gorriak entre 1990 y 1996. También creó, junto a Izaskun Forcada, el grupo de metal industrial 2 Kate, cuya andadura duró dos años (entre 1997 y 1999). En 2001 entró a formar parte de Kuraia. En 2011 crea, junto a Fer Apoa, Aitor Abio, y Txarly Diaz, otro proyecto de rock industrial llamado Matxura.
Además, Mikel posee sus propios estudios de grabación en Zarauz (llamados Fidelenea), donde ha ejercido como técnico de sonido y productor.

## Discografía

### Estigia
- Falso Profeta (Autoproducido, 1987). Maqueta producida por el propio grupo.
- «Noche fría» y «El suicida» en el recopilatorio Descarga norte (Discos Suicidas, 1988).

### Anestesia
- Toki Berean (Esan Ozenki, 1991). EP.
- Gorrotoaren Ahotsa (Esan Ozenki, 1993).
- Erantzun (Esan Ozenki, 1995).
- Gu (Esan Ozenki, 1997).
- Ultra-komunikatzen (Esan Ozenki, 2000).
- Terapia (Bonberenea Ekintzak, 2006)
- Zirkulutikespiralera (Bonberenea Ekintzak, 2015)

### Negu Gorriak
- Gure Jarrera (Esan Ozenki, 1991).
- Herrera de la Mancha. 90-12-29 (Esan Ozenki, 1991). VHS.
- Gora Herria (Esan Ozenki, 1991). Maxisingle. Reeditado en CD en 1994, incluyendo como tema extra «Apatxe gaua».
- Tour 91+1 (Esan Ozenki, , 1992). VHS.
- Borreroak Baditu Milaka Aurpegi (Esan Ozenki, 1993).
- Negu Gorriak Telebista (Esan Ozenki, 1994). VHS.
- Hipokrisiari Stop! Bilbo 93-X-30 (Esan Ozenki, 1994). Disco en directo.
- Ideia Zabaldu (Esan Ozenki, 1995).
- Ustelkeria (Esan Ozenki, 1996). Recopilatorio de maquetas y rarezas; originalmente editado como disco de apoyo que sólo se vendía por correo. Reeditado para la venta en 1999.
- Salam, Agur (Esan Ozenki, 1996).
- 1990 - 2001 (Metak, 2005). DVD. Incluye los tres VHS y parte de los conciertos que dieron en 2001. Incluye un CD con temas en directo de esos mismos conciertos.

### 2 Kate
- Bide laburra (Esan Ozenki, 1997).
- Birziklatu (Esan Ozenki, 1999).

### Kuraia
- Kuraia (Metak, 2001).
- Iluntasunari Barre (Metak, 2003).
- Piztu da Piztia (Metak, 2005).

### Matxura
- Matxura  (Bonberenea ekintzak, 2011).